# Heroin (album)
Heroin – czternasty studyjny album amerykańskiego rapera Z-Ro wydany 22 czerwca 2010 roku nakładem wytwórni Rap-A-Lot. Gościnnie na albumie występują Paul Wall, Chamillionaire, Lil Flip, Billy Cook, Chris Ward, Mya i Mike D.

## Lista utworów
| #  | Tytuł               | Producent   | Gościnnie                 | Czas |
| -- | ------------------- | ----------- | ------------------------- | ---- |
| 01 | „Never Let It Go"   | Mike Dean   |                           | 3:59 |
| 02 | „Denzel Washington" | Steve Below | Paul Wall, Chamillionaire | 4:08 |
| 03 | „Driving Me Wild"   | Big E       |                           | 4:36 |
| 04 | „Boss"              | Bigg Tyme   | Mya                       | 3:58 |
| 05 | „Thug Nigga”        | Z-Ro        |                           | 3:41 |
| 06 | „Blast Myself"      | Mike Dean   |                           | 4:18 |
| 07 | „Do Bad On My Own”  | Mike Dean   |                           | 4:06 |
| 08 | „Real Or Fake"      | Z-Ro        | Mike D                    | 4:54 |
| 09 | „We Dont Speed"     | Z-Ro        | Lil Flip                  | 4:28 |
| 10 | „Gangsta Girl"      | Z-Ro        | Billy Cook                | 5:06 |
| 11 | „Eyez On Da Prize"  | Mike Dean   |                           | 4:40 |
| 12 | „Come Back Wit It"  | Z-Ro        |                           | 4:13 |
| 13 | „Move Your Body"    | Z-Ro        |                           | 4:46 |
| 14 | „Rollin On Swangaz" | Z-Ro        | Chris Ward                | 4:15 |
| 15 | „Letz Ride"         | Z-Ro        | Chris Ward                | 4:36 |